# Mario Camilloni
Mario Camilloni (Roma, 7 giugno 1929 – Albenga, 8 marzo 2018) è stato un calciatore e allenatore di calcio italiano, di ruolo portiere.

## Carriera

### Giocatore
Dopo gli esordi tra i dilettanti, nel 1952 viene prelevato dalla Reggiana con cui disputa da riserva il campionato di Serie C 1952-1953 alle spalle di Corrado Danti. L'anno successivo viene acquistato dalla SPAL, in Serie A, come riserva di Renato Bertocchi. Il suo esordio nella massima serie avviene l'8 novembre 1953 a Torino, nella gara persa dai biancoazzurri per 1-0 contro i granata. Disputa 9 partite nella massima serie, e a fine stagione viene ceduto al Fanfulla, in Serie C. Con la formazione lodigiana retrocede in IV Serie, dopo lo spareggio perso contro il Prato, giocando da titolare l'intero campionato, il che gli vale il ritorno in Serie A con la maglia dell'Inter.
La stagione nerazzurra lo vede impiegato quasi esclusivamente nella squadra riserve. Gioca in prima squadra in un'unica occasione, il 16 maggio 1956, quando nella partita Inter-Birmingham City (0-0) di Coppa delle Fiere subentra all'infortunato Giorgio Ghezzi a 12 minuti dal termine. Nelle stagioni successive scende nelle serie inferiori, continuando a essere scarsamente impiegato, con Catania (Serie B) e di nuovo Fanfulla, nel frattempo sceso nel Campionato Interregionale 1957-1958. Ritrova un posto da titolare nel 1959, in Serie D con il Crema, e quindi con il Sondrio dove resta per sei stagioni consecutive sempre in Serie D.

### Allenatore
Terminata la carriera agonistica, allena diverse squadre dilettantistiche liguri: Loano, Ceriale, Pietra Ligure, Borghetto, Pietrasport e di nuovo Borghetto.